# Шалонвилар
Шалонвилар (фр. Châlonvillars) насеље је и општина у источној Француској у региону Франш-Конте, у департману Горња Саона која припада префектури Лир.
По подацима из 2011. године у општини је живело 1249 становника, а густина насељености је износила 164,34 становника/km². Општина се простире на површини од 7,6 km². Налази се на средњој надморској висини од 400 метара (максималној 493 m, а минималној 363 m).

## Демографија
| 1962. | 1968. | 1975. | 1982. | 1990. | 1999. | 2011. |
| ----- | ----- | ----- | ----- | ----- | ----- | ----- |
| 484   | 545   | 726   | 1.013 | 1.066 | 1.147 | 1.249 |

График промене броја становника у току последњих година